# Karlsstaðafjall
Karlsstaðafjall är ett berg i republiken Island. Det ligger i regionen Austurland, 400 km öster om huvudstaden Reykjavík. Toppen på Karlsstaðafjall är 609 meter över havet. 
Närmaste större samhälle är Neskaupstaður, omkring 12 kilometer norr om Karlsstaðafjall.